# Paul Henrion
Pour les articles homonymes, voir Henrion.

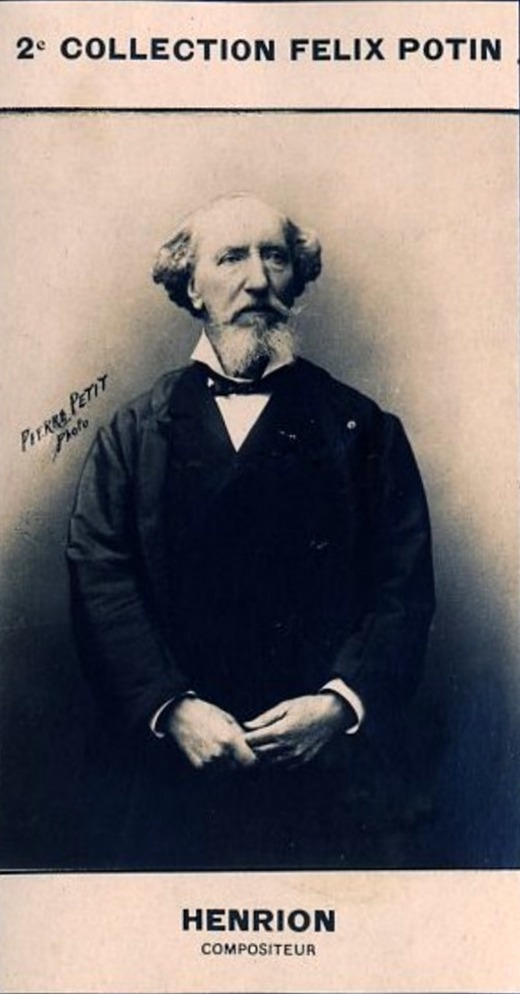

Alexandre Ferdinand Henrion, dit Paul Henrion, né le 23 juin 1817 à Paris et mort le 24 octobre 1901 à Paris 9e, 8 place d'Anvers, est un compositeur français,.

## Biographie
Il a été président de la Société des auteurs, compositeurs et éditeur de musique (SACEM). Il fut également goguettier, membre de la goguette du Poulet sauté. Dans un panorama du monde de la chanson en 1882 publié par Le Figaro, le journaliste le considère comme « un artiste de premier ordre, dont les romances de salon sont célèbres ». 
Henrion signa parfois ses compositions sous le pseudonyme de Henri Charlemagne.

## Compositions
- Une Rencontre dans le Danube, opéra comique en 2 actes, paroles de Germain Delavigne et Jules de Wailly, 1854 lire en ligne sur Gallica
- Chanteuse par amour, opérette en 1 acte, paroles de Georges Vibert, 1877, lire en ligne sur Gallica
- Quand nos clochers sonneront Pâques ! Mélodie, paroles de Rip, 1885, lire en ligne sur Gallica
- Pauvre Jeanne ! Paysannerie dramatique,  paroles de Alphonse Siégel, 1880 lire en ligne sur Gallica
- Souvenirs d'Italie ! Rondeau, poésie d' Alfred de Musset, 1874, lire en ligne sur Gallica
- Le Reliquaire ! Romance, paroles de Théodore Massiac, 1880 lire en ligne sur Gallica
- Le Moulin rose ! Chanson, paroles de Gaston  Villemer, lire en ligne sur Gallica

## Distinctions
- Officier de l'Instruction publique